# راش درخشان
راش درخشان (نام علمی: Fagus lucida) نام یک گونه از سرده راش است. برگ‌های این درخت خوراکی هستند. 